# ويزلي ماتياس ستانفورد
ويزلي ماتياس ستانفورد (بالإنجليزية: Wesley Matthias Stanford)‏ هو صحفي ومدرس أمريكي، (و. 1846  م).